# Róisín Shortall

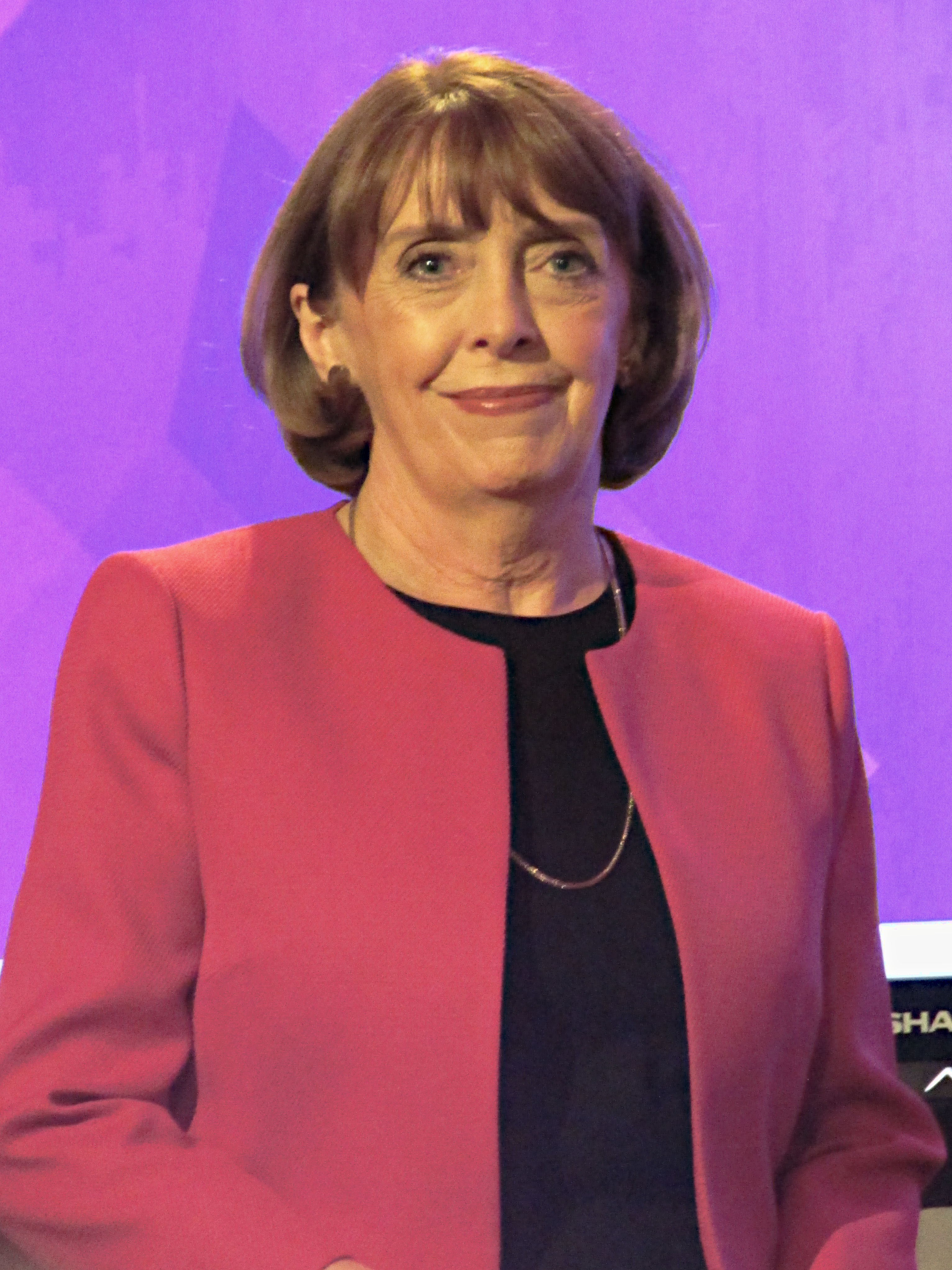
Róisín Shortall (2022)

Róisín Shortall (irisch Róisín Ní Shoirtéil, * 25. April 1954 in Drumcondra, Dublin) ist eine irische Politikerin der Social Democrats (Daonlathaigh Shóisialta), die seit 1992 Mitglied (Teachta Dála) des Dáil Éireann, des Unterhauses des Parlaments (Oireachtas).

## Leben
Róisín Shortall, Tochter eines Stadtrats der Fianna Fáil, absolvierte nach dem Schulbesuch ein wirtschaftswissenschaftliches Studium am University College Dublin (UCD) und ein Pädagogikstudium am Marino Institute of Education. Sie unterrichtete nach dem Studium als Lehrerin für Taubstumme. 1988 wurde sie Mitglied der Irish Labour Party und wurde 1991 in den Dublin City Council gewählt.
Bei den Wahlen 1992 erlangte Shortall im Wahlkreis Dublin North-West einen Sitz und wurde zum Mitglied (Teachta Dála) des Dáil Éireann, des Unterhauses des Parlaments (Oireachtas), gewählt. Ihren Sitz konnte sie bei allen folgenden Wahlen verteidigen.
2011 bildete Enda Kenny die erste Regierung unter seiner Führung bestehend aus der Fine Gael, Irish Labour Party und den Unabhängigen. Am 10. März 2011 wurde Shortall als Staatsministerin für die Primäre Gesundheitsversorgung im Gesundheitsministerium ernannt. Meinungsverschiedenheiten mit dem Minister führten zu ihrem Rücktritt am 26. September 2012. Kurze Zeit später trat sie aus der Irish Labour Party aus und wurde unabhängige Abgeordnete (Independent).
Am 15. Juli 2015 gehörte sie mit den beiden ebenfalls parteilosen Unterhausabgeordneten Catherine Murphy und Stephen Donnelly zu den Gründern der Social Democrats (Daonlathaigh Shóisialta) und wurde mit diesen gemeinsam Parteivorsitzende sowie gemeinsame Spitzenkandidatin bei den Wahlen vom 26. Februar 2016.
Trotz der Wechsel konnte Shortall ihren Sitz im Dáil Éireann weiterhin verteidigen. Ende Februar 2023 trat sie dann als Parteivorsitzende zurück und übergab den Posten an Holly Cairns.
Shortall ist seit 1989 mit Seamus O’Byrne verheiratet und Mutter von drei Kindern.